# Torquigener perlevis
Torquigener perlevis är en fiskart som först beskrevs av Ogilby 1908.  Torquigener perlevis ingår i släktet Torquigener och familjen blåsfiskar. Inga underarter finns listade i Catalogue of Life.